# Triclistus transfuga
Triclistus transfuga är en stekelart som beskrevs av André Seyrig 1934. Triclistus transfuga ingår i släktet Triclistus och familjen brokparasitsteklar. Inga underarter finns listade i Catalogue of Life.